# آرکمنیک نیکوغوسیان
آرکمنیک هرایری نیکوغوسیان (ارمنی: Արքմենիկ Հրայրի Նիկողոսյան؛ زادهٔ ۱۴ نوامبر ۱۹۷۹) تاریخ‌نگار ادبی و ویراستار اهل ارمنستان است.

## زندگی‌نامه
وی در ۱۴ نوامبر ۱۹۷۹ در تسوواک، شهرستان واردنیس به دنیا آمد و از دانشکده فلسفه دانشگاه دولتی ایروان فارغ‌التحصیل گشت. وی برنده جوایزی همچون مدال موسس خورناتسی (۲۰۱۷) است. وی عضو اتحادیه نویسندگان ارمنستان است.